# Il diario di Anna Frank (film 1959)
Il diario di Anna Frank (The Diary of Anne Frank) è un film del 1959 diretto da George Stevens, presentato in concorso al 12º Festival di Cannes, vincitore di tre Premi Oscar (migliore attrice non protagonista, migliore fotografia b/n, migliore scenografia b/n). Il film, basato sull'adattamento teatrale del diario, è stato girato a 14 anni di distanza dalla morte di Anna Frank.

## Trama
Amsterdam, 1945: Otto Frank è l'unico sopravvissuto della sua famiglia e ritorna dal campo di sterminio in cui era internato. Arrivato nella soffitta dove si era nascosto pochi anni prima insieme alle figlie Anna e Margot e alla moglie Edith ritrova il diario di sua figlia. Leggendolo la sua mente ritorna al 1942 quando, per sfuggire alla polizia nazista (chiamata nel film polizia verde, nome non ufficiale della Ordnungspolizei) si rifugiarono, grazie all'aiuto di Miep e del signor Kraler, amici ed ex dipendenti di Otto, in una soffitta che si trovava sopra una fabbrica di spezie, di proprietà di Otto, nel centro di Amsterdam.
La narrazione inizia quando la famiglia Frank arriva nell'Alloggio segreto insieme alla famiglia Van Dann, costituita da Hans, Petronella e il loro figlio, Peter. Hanno giusto pochi minuti di tempo per sistemarsi prima dell'arrivo degli operai, e Otto illustra a tutti come comportarsi: camminare a piedi scalzi solo se necessario, non usare il gabinetto né l'acqua, non guardare fuori dalle finestre durante il giorno ed evitare il minimo rumore o movimento. Così, dopo una prima giornata passata in questo modo, le due famiglie si concedono un momento di libertà: è qui che Otto regala a sua figlia un diario. Anna si affeziona subito a quell'oggetto tanto da annotare subito su di esso le sue paure, le sue riflessioni, i suoi ricordi e tutto quello che accade nell'Alloggio segreto. La narrazione da qui riprende in presa diretta, scandita dalle pagine del diario.
Insieme alla convivenza, iniziano anche i primi contrasti tra i coinquilini, costretti a condividere in sette uno spazio ridotto. Peter si isola con il suo gatto, Mouschi, infastidito dal carattere troppo scherzoso di Anna e più tardi dall'arroganza del signor Dussel, l'ottavo clandestino che li raggiunge più avanti su richiesta di Kraler. Il signor Van Daan, dipendente dalle sigarette, cambia umore facilmente e litiga di frequente con la moglie, affezionata alla sua costosa pelliccia. Anna, di natura vivace e curiosa, fa fatica ad abituarsi a questa nuova vita, e si attira le critiche soprattutto di sua madre, causando le ire della ragazza che si sente sempre in difetto rispetto al carattere modesto e taciturno della sorella Margot. L'unico a fare da paciere è Otto, a cui Anna vuole molto più bene e presso cui trova sempre conforto e sostegno.
Le notizie dal mondo esterno non sono rassicuranti: i nazisti hanno iniziato i rastrellamenti e le deportazioni di massa verso i campi di sterminio e ogni giorno per le strade passano centinaia di ebrei, tra i quali sicuramente qualche amico o conoscente. Inoltre, gli alleati bombardano la città, lasciando gli otto clandestini nella paura di ritrovarsi senza un tetto sulla testa o di morire sotto le macerie. A questi problemi si aggiunge, in ben due occasioni, la visita di un ladro. I clandestini, non potendo mai uscire dal rifugio, restano muti, immobili e in angoscia. Alla seconda visita del ladro, durante la festa di Hannukkah, Mouschi combina un fracasso facendo scappare il ladro, allora un guardiano notturno avvisa due SS di perlustrare l'edificio, e i due soldati arrivano fino alla libreria che nasconde il rifugio, senza andare oltre. Dopo qualche momento di sfogo da parte di tutti, Otto riesce a far tornare la serenità.
La narrazione fa un salto temporale al 1 gennaio 1944, dividendo il film come a metà. La situazione è cambiata: non c'è più il clima di speranza e di attesa che regnava nel 1942. Gli otto clandestini sono tutti più poveri e più magri, a causa delle restrizioni del governo nazista, litigano spesso e sono sconfortati perché ancora niente è cambiato. Le deportazioni aumentano considerevolmente, gli olandesi iniziano a soffrire la fame e la paura e gli Alleati sembrano molto lontani dal vincere la guerra. Inoltre Kraler porta brutte notizie: uno dei suoi operai, il magazziniere Van Maaren, nutre sospetti sul retro della casa e ha chiesto un aumento. Probabilmente lo sta ricattando.
In Anna invece avviene un cambiamento importante: diventa più introversa e riflessiva, e inizia a meditare sui suoi cambiamenti, consapevole di stare per maturare in una giovane donna. E nonostante quello che accade intorno a lei, annota nelle sue pagine un sentimento religioso e una prospettiva di fede e di salvezza profonde, convinta che il mondo possa ritornare ben presto al bene e alla vita di prima della guerra. Inoltre cresce l'interesse tra Peter e Anna: si stanno innamorando, cosa che non è visto di buon occhio dagli altri membri dell'Alloggio segreto.
Il mattino del 6 giugno 1944 alla radio viene annunciato lo sbarco in Normandia degli Alleati, e per tutti si riaccende la speranza. Le notizie sembrano rassicuranti, ma la "febbre dell'invasione" si ferma ben presto. E si arriva al 4 agosto 1944 quando, dopo essere rimasti da soli per ben quattro giorni, senza la visita né di Miep né del signor Kraler, i clandestini sentono la Polizia Verde che irrompe nell'edificio. Consapevoli di essere stati scoperti, attendono in silenzio mentre le SS scardinano lo scaffale. La narrazione del diario si conclude con la polvere che si alza su di loro insieme alle urla dei nazisti e dalle ultime poche righe che Anna riesce a scrivere prima di essere arrestata e nascondere il diario in uno scaffale della soffitta.
E si ritorna alla scena iniziale: Otto ha finito di leggere il diario. Miep racconta di essere stata in campagna a cercare del cibo e che quando era tornata in fabbrica erano già stati portati via. E prima che il signor Kraler riveli l'identità del traditore, Otto racconta la loro fine. Una volta internati nel campo di transito di Westerbork, tutti e otto vengono deportati ad Auschwitz, dove Otto viene separato dagli altri e vi rimane fino alla liberazione. Sulla strada del ritorno viene a sapere della morte della moglie e del signor Van Daan, e man mano scopre con angoscia la fine di tutti gli altri, Anna e Margot comprese, che sperava di trovare ancora vive. Il film si conclude con Otto che rilegge una delle frasi più famose del Diario, la frase di una ragazza ancora disposta a credere nel futuro dell'uomo, scritta da lei prima di essere arrestata: "Nonostante tutto, io credo ancora che la gente in fondo sia buona."

## Distribuzione

### Edizione italiana
Per l'edizione home video del 2004, sono state aggiunte scene inedite con la direzione del doppiaggio e i dialoghi a opera di Fiamma Izzo.

## Curiosità
- Le scene esterne sono state girate ad Amsterdam, mentre l’intero edificio è stato costruito sul set in scala 1:1. Solo così è stato possibile spostare la cinepresa tra i vari piani, e far tremare la struttura per simulare i bombardamenti aerei.
- Inizialmente George Stevens aveva girato un finale che mostrava la deportazione degli otto rifugiati e la morte di Anna in una Bergen-Belsen ricostruita in studio, ma diverse critiche convinsero Stevens a eliminare e distruggere tale finale, accorciando così il film a "soli" 172 minuti, con la scena di Otto che racconta a voce quanto accaduto dopo l'arresto. Questa scelta era motivata dal fatto che Stevens avesse collaborato alle riprese sui campi di concentramento subito dopo la liberazione, esperienza che lo ha segnato profondamente.
- Newman, autore della colonna sonora, ha ripreso il tema dell'Ultima Cena che apre il preludio del Parsifal di Wagner.
- Millie Perkins, l'attrice che ha interpretato Anna Frank, era a Parigi per lavorare come modella quando la chiamò il suo fidanzato per dirle che l'avevano chiamata per un provino. George Stevens l'aveva notata su una copertina e aveva chiesto di lei. La Perkins non voleva partecipare al provino, inoltre non aveva letto né sapeva nulla di Anna e della Shoah, ma fu quasi obbligata dal fidanzato e dai suoi genitori a partecipare al provino.
- Si dice che per il ruolo di Anna Frank fosse stata presa in considerazione anche Audrey Hepburn, già attrice affermata. Fu la Hepburn a rifiutare il ruolo perché, oltre a essere fuori target rispetto all'età di Anna nel film, si sentiva troppo coinvolta nella storia. Lei aveva vissuto ad Amsterdam durante la guerra e subì le restrizioni naziste. Girare quella parte avrebbe significato rivivere quei difficili ricordi.
- In un'intervista Millie Perkins e Diane Baker, l'attrice che ha interpretato Margot, hanno affermato che Otto Frank ha voluto vederle prima di girare il film. Ha parlato molto con loro, raccontando aneddoti su Anna e Margot, ritenendo le due attrici simili alle figlie e definitivamente adatte a quei ruoli.
- L'attrice Shelley Winters, consapevole delle proprie origini ebraiche, ha donato l'Oscar alla miglior attrice non protagonista, vinto per il l'interpretazione della signora Van Daan, all'Anne Frank Museum.
- In Europa il film circolò in una versione ancora più ridotta a 156 minuti - tagliando senza motivo molte battute e scene brevi - e con un finale ancora diverso: dopo che le SS irrompono nella soffitta, si passa subito alla frase di Anna “Io credo ancora che la gente in fondo sia buona.” e ai titoli di coda. Solo nel 2004 in Italia, con l'uscita della edizione DVD, i circa 20-30 minuti dell'edizione americana sono stati per la prima volta doppiati e fatti conoscere al pubblico.

## Riconoscimenti
- 1960 - Premio Oscar
  - Miglior attrice non protagonista a Shelley Winters
  - Migliore fotografia a William C. Mellor
  - Migliore scenografia a Lyle R. Wheeler, George V. Davis, Walter M. Scott e Stuart A. Reiss
  - Candidatura Miglior film a George Stevens
  - Candidatura Migliore regia a George Stevens
  - Candidatura Miglior attore non protagonista a Ed Wynn
  - Candidatura Migliori costumi a Charles LeMaire e Mary Wills
  - Candidatura Miglior colonna sonora a Alfred Newman
- 1960 - Golden Globe
  - Miglior film promotore di Amicizia Internazionale
  - Candidatura Miglior film drammatico
  - Candidatura Migliore regia a George Stevens
  - Candidatura Miglior attore in un film drammatico a Joseph Schildkraut
  - Candidatura Miglior attrice non protagonista a Shelley Winters

- 1959 - National Board of Review Award
  - Migliori dieci film
- 1959 - Festival di Cannes
  - Candidatura Palma d'Oro a George Stevens
- 1960 - David di Donatello
  - Targa d'Oro alla 20th Century Fox (Per la produzione)
- 1960 - Directors Guild of America
  - Candidatura DGA Award a George Stevens
- 1960 - Laurel Award
  - Miglior attrice non protagonista a Shelley Winters
  - Candidatura Miglior colonna sonora a Alfred Newman
- 1960 - Writers Guild of America
  - WGA Award a Frances Goodrich e Albert Hackett